# Societas Sanctae Crucis
A Societas Sanctæ Crucis (SSC) ou Sociedade da Santa Cruz é uma associação internacional de padres anglo-católicos que tem por finalidade manter a espiritualidade inglesa medieval -- isto é, anglicana -- ao catolicismo, como entendido pelos anglicanos ou pelos católicos. Fazem parte da associação padres da Comunhão Anglicana ao redor do mundo, do Movimento de Continuidade Anglicano e da Igreja Católica de Uso Anglicano.
Não se deve confundir com a Sociedade Sacerdotal da Santa Cruz -- católica de espiritualidade da Opus Dei --, com a Congregação da Santa Cruz (CSC) -- uma congregação católica -- ou com a Sociedade da Santa Cruz da Coreia -- uma congregação de freiras anglicanas da Coreia.

## Início
A Societas foi fundada aos 28 de fevereiro de 1855 na capela da Casa da Caridade em Londres por seis padres anglicanos, a saber, Charles Fuge Lowder, Charles Maurice Davies, David Nicols, Alfred Poole, Joseph Newton Smith e Henry Augustus Rawes. Inicialmente, a sociedade pretendia ser uma associação espiritual para a edificação interior dos fundadores, mas rapidamente tornou-se a força motriz do movimento anglo-católico, especialmente após a primeira fase do Movimento de Oxford ter terminado e o beato John Henry Newman ter-se convertido ao catolicismo romano.
Pe. Lowder, além de fundador, foi o primeiro superior da sociedade. Enquanto visitava a França em 1854, concebeu a ideia de uma ordem anglicana baseada nos católicos lazaristas de São Vicente de Paulo. A Societas proveu seus membros com uma regra de vida e uma visão de disciplina na vida sacerdotal. Suporte mútuo sempre foi um elemento chave da espiritualidade e a vida da sociedade é primeiramente experimentada no Capítulo Local, cuja presença só é liberada por genuína obrigação pastoral.
A sociedade se expandiu quase que imediatamente. Os primeiros padres associados ministraram em algumas da mais pobres áreas de favelas de Londres e outras cidades, o que incluía as paróquias de St Barnabas no Pimlico e St Peter nas docas de Londres. Muitas dessas regiões eram tão perigosas que os bispos anglicanos se recusavam a visitá-las, também impulsionados pela antipatia do ritualismo do clero anglocatólico.
O ritualismo anglo-católico é muito similar às práticas da Igreja de Roma e inclui devoção ao Santíssimo Sacramento, frequente celebração de missas com intenção, a prática da confissão, o uso de paramentos, incenso, carrilhões (sinos de missa) e pães ázimos no formato da hóstia. Embora estas práticas sempre tivessem existido na Igreja da Inglaterra, muitas tinham caído em desuso pela crescente influência protestante, também nas práticas litúrgicas, nos reinados de Eduardo VI e Isabel I.
É importante notar que os padres da Societas Sanctæ Crucis não consideravam as práticas católicas como meramente estéticas, mas expressão externa, física e necessária do credo e da doutrina.
Muitos das Baixa e Média Igrejas se desagradaram com o ritualismo. Começaram a haver protestos durante as missas, sermões e catequeses dos padres associados; muitas destas perseguições protestantes foram bem-sucedidas e levaram à suspensão de alguns padres de seu ministério, visto que nem todas as práticas católicas eram legais então: algumas permitidas, outras sob autoridade episcopal e outras estritamente proibidas.

## Ato de Regulamentação de Culto Público

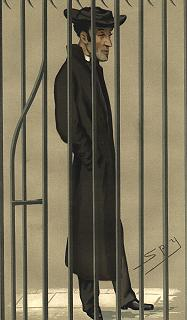
Pe. Arthur Tooth preso em caricatura de Spy.

Durante o governo de Benjamin Disraeli e reinado da Rainha Vitória, em 1 de julho de 1874, foi criado o Ato de Regulamentação de Culto Público que, segundo o próprio primeiro-ministro, tinha por objetivo "acabar com os ritualistas" que eram os anglicanos filo-católicos. O Ato foi introduzido na House of Lords pelo então arcebispo da Cantuária, Archibald Tait. 17 padres foram perseguidos e ora presos por não admitirem a ingerência do governo no culto religioso. Os ministros presos foram o Pe. Sidney Faithorn Green de  Manchester (1881-82), o Pe. T. Pelham Dale de Londres (1880), o Pe. Richard William Enraght de West Midlands, (1880), o Pe. James Bell Cox de Liverpool e o Pe. Arthur Tooth de Lewisham (1877).
A se(c)ção 8ª do Ato de Regulamentação de Culto Público permitia ao arquidiácono, ao church warden ou a três paroquianos homens e adultos a apresentarem ao bispo seu pároco caso, em sua opinião:
| §1. haja alguma alteração nos vasos sagrados, alfaias, paramentos ou móveis da igreja sem que haja permissão de autoridade competente ou tenha sido introduzida na igreja algum ornament proibido pela lei; ou, §2. nos últimos doze meses, o responsável tenha usado ou permitido usar em sua igreja ou cemitério algum paramento ilegal ou tenha negligenciado o uso de alguma alfaia ou paramento prescrito pela lei; ou, §3. nos últimos doze meses, o responsável não tenha observado, ou tenha impedido de observar, toda e qualquer rubrica do Livro de Oração Comum relacionada ao serviço, rito ou cerimônia em sua igreja ou cemitério ou tenha feito ou permitido fazer qualquer adição, alteração ou omissão ilegais nos supracitados serviço, rito ou cerimônia. |

A perseguição exagerada levou ao próprio arcebispo Archibald Tait a interferir em alguns casos. Tal perseguição teve fim quando, em 1906, a Comissão Real reconheceu a legitimidade do pluralismo no culto religioso, embora o Ato ainda tivesse força de lei até 1 de março de 1965 quando foi excluído a pedido da Igreja da Inglaterra. 

## História Subsequente
Alexander Penrose Forbes, bispo anglicano de Brechin na Escócia de 1847 até sua morte em 1874, foi o primeiro dos muitos bispos ao redor do mundo associados à Societas Sanctæ Crucis, dentre os quais destaca-se o santo anglicano Frank Weston de Zanzibar.
Enquanto uma sociedade católica, a Sanctæ Crucis tomou uma posição conservadora nas controvérsias anglicanas do século XX, especialmente as relacionadas à Interpretação da Sagrada Escritura  e à pseudo-ordenação feminina.
Atualmente, há mais de dois mil membros da Societas organizados nas províncias da Inglaterra e Escócia, das Américas, do País de Gales e da Ásia-austral, isto é, Ásia e Oceania, cada uma sob a jurisdição de um Superior Provincial e estes sobre a do Superior-Geral. Os padres da Sanctæ Crucis são geralmente identificados por uma cruz dourada com o motto In Hoc Signo Vinces (Sob este Signo Vencerás) à lapela.
Há, ainda, uma se(c)ção da Societas, a Pusey Guild, para seminaristas e candidatos aprovados às ordens sacras.